# 2013 en santé et médecine
| Années de la santé et de la médecine : 2010 - 2011 - 2012 - 2013 - 2014 - 2015 - 2016    |
| Décennies de la santé et de la médecine : 1980 - 1990 - 2000 - 2010 - 2020 - 2030 - 2040 |

Cet article présente les faits marquants de l'année 2013 en santé et médecine.

## Événements
Inauguration de l'hôpital du Scorff dans la ville de Lorient (Bretagne, Morbihan) par François Hollande en juillet 2013 .

## Prix
- Le prix Nobel de médecine est attribué à James Rothman, Randy Schekman et Thomas Südhof « pour leurs découvertes sur la régulation du système de transport au sein de la cellule[1]. »

## Décès
- 25 février : Charles Everett Koop (né en 1916), chirurgien pédiatrique américain et administrateur de la santé publique des États-Unis.
- 4 mai : Christian de Duve (né en 1917), médecin et biochimiste belge, prix Nobel de physiologie ou médecine en 1974.
- 18 juillet : Olivier Ameisen (né en 1953), médecin cardiologue franco-américain.
- 5 décembre : Pierre Aliker (né en 1907), médecin et homme politique français, premier Martiniquais interne des hôpitaux de Paris.